# Peter D. Feaver

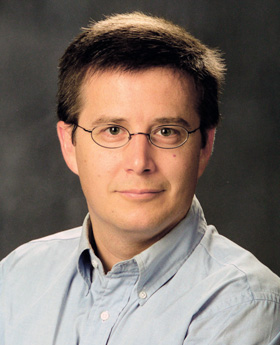
Peter D. Feaver

Peter Douglas Feaver (* 17. Dezember 1961 in Bethlehem, Pennsylvania) ist ein US-amerikanischer Politikwissenschaftler und Theoretiker der Geopolitik. Er lehrt als Professor an der Duke University und arbeitete unter zwei Präsidenten für die amerikanische Regierung.

## Leben
Feaver legte 1983 das Bachelor-Examen an der Lehigh University ab und 1986 das Master-Examen an der Harvard University, wo er 1990 zum Ph.D. promoviert wurde. Seit 1991 ist er an der Duke University tätig, erst als Assistant Professor, dann als Associate Professor und seit 2003 als Full Professor für Politikwissenschaft. Seit 1999 ist er Direktor des Triangle Institute for Security Studies an der Duke University. 2011 war er Gastprofessor ad Nanyang Technological University in Singapur.
1993/1994 ließ sich Feaver von der Universität beurlauben und wirkte als Direktor für Verteidigungspolitik und Rüstungskontrolle beim Nationalen Sicherheitsrat der Vereinigten Staaten. Von 2005 bis 2007 ließ er sich erneut beurlauben und wurde wieder, diesmal als Sonderberater für Strategische Planung und Institutionelle Reform, für den Nationalen Sicherheitsrat tätig. Er ist Berater des Institute for Defense Analyses. 
Feaver publizierte zahlreiche Monographien, Buchbeiträge und Aufsätze über die amerikanische Außenpolitik, die öffentliche Meinung, die Verbreitung von Atomwaffen, zivil-militärische Beziehungen, den Informationskrieg und die nationale Sicherheit der USA.
Für 2021 wurde Feaver der Morris Janowitz Career Achievement Award zugesprochen.

## Schriften (Auswahl)
- Guarding the guardians. Civilian control of nuclear weapons in the United States. Cornell University Press, Ithaca 1992, ISBN 0801426758.
- Armed servants. Agency, oversight, and civil-military relations. Harvard University Press, Cambridge (Massachusetts) 2003, ISBN 0674010515.
- Strategic retrenchment and renewal in the American experience. Strategic Studies Institute and U.S. Army War College Press, Carlisle 2014, ISBN 9781584876250.
- mit Stephen Hadley, William C. Inboden, Meghan L. O’Sullivan (Hrsg.): Hand-Off: The Foreign Policy George W. Bush Passed to Barack Obama. Brookings Institution, Washington, D. C., 2023, ISBN 978-0-8157-3977-7.